# Teresina
Teresina Piauí, Brazília egyik államának fővárosa. Az ország ÉK-i csücskétől 500 km-re nyugatra fekszik, a Parnaíba és Poti folyók között, azok egybefolyásánál. Lakossága 814 ezer fő volt 2010-ben.
Regionális és kereskedelmi székhely.

## Éghajlat
Manaus után az ország legmelegebb nagyvárosának tartják. 
| Hónap                                                        | Jan. | Feb. | Már. | Ápr. | Máj. | Jún. | Júl. | Aug. | Szep. | Okt. | Nov. | Dec. | Év   |
| ------------------------------------------------------------ | ---- | ---- | ---- | ---- | ---- | ---- | ---- | ---- | ----- | ---- | ---- | ---- | ---- |
| Rekord max. hőmérséklet (°C)                                 | 38,4 | 36,6 | 39,6 | 35,0 | 35,0 | 35,9 | 37,2 | 38,0 | 39,6  | 40,3 | 39,7 | 39,5 | 40,3 |
| Átlagos max. hőmérséklet (°C)                                | 32,2 | 31,5 | 31,8 | 31,6 | 31,8 | 32,4 | 33,3 | 35,0 | 35,8  | 36,4 | 35,4 | 34,2 | 33,5 |
| Átlagos min. hőmérséklet (°C)                                | 22,5 | 22,4 | 22,4 | 22,7 | 22,4 | 21,2 | 20,4 | 20,5 | 22,0  | 22,8 | 23,0 | 23,1 | 22,1 |
| Rekord min. hőmérséklet (°C)                                 | 20,2 | 20,2 | 20,3 | 19,9 | 19,4 | 11,9 | 15,0 | 15,6 | 18,2  | 19,0 | 19,8 | 20,4 | 11,9 |
| Átl. csapadékmennyiség (mm)                                  | 178  | 268  | 298  | 272  | 113  | 24   | 11   | 8    | 9     | 20   | 73   | 118  | 1393 |
| Forrás: Brazilian National Institute of Meteorology (INMET). |      |      |      |      |      |      |      |      |       |      |      |      |      |

## Népesség
| Lakosok száma | 715 360 | 814 230 | 847 430 | 868 075 | 866 300 |
|               | 2000    | 2010    | 2016    | 2020    | 2022    |